# Lepidium tandilense
Lepidium tandilense là một loài thực vật có hoa trong họ Cải. Loài này được Boelcke mô tả khoa học đầu tiên.